# Chartulaire du drome
Un chartulaire du drome désigne dans l'administration de l'Empire byzantin un fonctionnaire subalterne du logothète du drome, responsable des aspects fiscaux du service de la poste impériale et de l'entretien des routes : ce dernier faisait en effet l'objet d'une strateia, la moins onéreuse, et pouvait également être financée par des angareiai telles que l'hodostrôsia.